# Отсечка
Отсечка в геометрията е част от права линия, ограничена от две точки. Или това е най-краткото разстояние свързващо тези две точки, наречени крайни за дадената отсечка.
Отсечка |АВ|:
Дължината на отсесечката |АВ| е равна на разстоянието между А и В и се бележи с {\displaystyle {\overline {AB}}}.
В аналитичната геометрия отсечката |АВ| се дефинира като множеството на всички точки Х, чийто радиус вектор {\displaystyle {\vec {X}}} е зададен като:
{\displaystyle {\vec {X}}={\vec {A}}+\lambda ({\vec {B}}-{\vec {A}})} с {\displaystyle 0\leq \lambda \leq 1}
където {\displaystyle {\vec {A}}} и {\displaystyle {\vec {B}}} са радиус векторите на крайните точки А и В, а λ е реален параметър в това параметрично уравнение.
В едно афинно пространство отсечката е изпъкналата обвивка на две точки от него.